# Комрат
Комра̀т (на гагаузки: Komrat; на румънски: Comrat) е град в Република Молдова, разположен на река Ялпуг. Комрат е столица на Гагаузката автономия.

## История
Често се приема, че днешният Комрат е основан през 1789 година, макар че тази теза се отхвърля от някои историци, които на базата на запазените документи смятат, че градът е основан през 1818 година. Жителите на селището са българи преселници от Османската империя. Това е второто по големина и значение българско селище в Бесарабия след Болград. През 1852 г. е построена голяма църква „Св. Йоан Предтеча“. След Кримската война Бесарабия е разделена между Руската империя и Молдовската княжество (васално на Османската империя). Комрат е главното селище на българите в Руската империя, то е търговски, административен и образователен център. През Комрат по различни поводи са били Г. С. Раковски, Христо Ботев и др. През 60-те години в града е работи българският учител Павел Калянджи, по чиято инициатива е създадено Комратско централно училище по подобие на Болградското. В същото училище две години е учил Александър Т. Балан. В През 1906 селяните от Комрат, Бендерски уезд започват борба за разделяне на помешчикските земи, арестуват чиновниците от местната администрация и провъзгласяват Комратската република, която просъществува само 5 дни. Въстанието е жестоко потушено от царските войски.
Голяма част от населението на Комрат и околните села са туркоезични българи, наричани гагаузи. Поради откъснатостта на това население от метрополията българското самосъзнание постепенно избледнява. В междувоенния период, когато Бесарабия е в границите на Румъния и особено след втората светована война в рамките на СССР сред гагаузите целенасочено се пропагандира народностна принадлежност различна от българската в резултат на което в края на 80-те, гагаузите заявяват себе си като самостоятелен политически и национален субект със столица град Комрат.
През 1925 година Комрат получава статут на град.
По време на Молдавската съветска социалистическа република в града са построени маслодайни, винзавод, завод за железобетонни изделия, както и предприятие за килими с молдовски национални мотиви.
Комрат е бързо развиващ се град с мултиетнично население. Основният език на общуването е руски, ползват се също румънски и гагаузки. Българското присъствие е осезаемо, но процесите на диференцияция между гагаузи и българи са необратими. Градът е транспортен възел, административен, търговски и образователен център в южна Молдова. Въпреки развитието, Комрат може да се посочи като най-изостаналия и беден район на Европа.

## Население
| Година    | 1877 | 1989   | 1991   | 1996   | 2004   | 2006   | 2008   | 2010   | 2012   | 2014   | 2016   |
| Население | 4935 | 25 800 | 27 500 | 27 400 | 23 429 | 22 369 | 25 000 | 25 000 | 25 600 | 26 000 | 26 300 |

### Етнически състав
- гагаузи – 70 %
- молдовани – 10 %
- руснаци – 10 %
- българи – 5 %
- други – 5 %

## Образование
През 1991 г. е открит Комратския държавен университет. В списъка на университетски президенти са били Дионис Танасоглу и Иван Кристиоглу.

### Учебни институции
- Комратски държавен университет
- Колеж по педагогика
- Професионални училища

## Личности
- Борис Тукан – молдовски и израелски тюрколог-гагаузовед, диалектолог, лексикограф, преводач
- Валентин Меднек – главен архитект на град Бендери
- Сорана Гурян – писателка
- Степан Топал – политик
- Ирина Влах (1974) – башкан на Гагаузия
- Николай Дудогло (1966) – депутат на Парламента на Република Молдова
- Ана Харламенко (1960) – председател на Народното събрание на Гагаузия (2008 – 2012).
- Дмитрий Константинов (1952) – председател на Народното събрание на Гагаузия (2012).

## Побратимени градове
- Истанбул (Пендик), Турция;
- Хендек, Турция;
- Сапанджа, Турция;
- Кючуккьой, Турция;
- Татлису, Кипър;
- Москва (Соколники), Русия;
- Грозни, Русия;
- Бавли, Татарстан, Русия;
- Болград, Украйна;
- Будапеща (Ержебетварош), Унгария.

## Галерия
- Изпълнителният комитет на Гагаузия
- Централен площад
- Централен парк
- Комратски държавен университет
- Дом на културата
- Хотел „Алтън Палас“
- Търговски център „Комрат-Сити“